# Макдоналд, Джеймс Эдуард Херви
Джеймс Эдуард Херви Макдо́налд (англ. James Edward Hervey MacDonald, традиционно сокращается как J. E. H. MacDonald, 12 мая 1873, Дарем, Великобритания — 26 ноября 1932, Торонто) — крупнейший канадский художник, член «Группы Семи», один из основателей национальной канадской живописи.
Родился в Англии, в 1887 году в возрасте 14 лет переехал с семьёй в Канаду, в Гамильтон, а в 1889 году — в Торонто. Там Макдоналд изучал дизайн (commercial art), а также стал активистом Лиги студентов-художников Торонто (Toronto Art Student League). В ноябре 1911 года он выставил свои рисунки в клубе гуманитарного факультета. Выставка обратила на себя внимание Лорена Харриса, который поддержал увлечение Макдоналда живописью и начал пропагандировать его работы. В 1912 году Макдоналд принял участие в выставке Общества художников Оттавы. Его работы получили благожелательные отзывы критики.
В январе 1913 года он совершил путешествие в Буффало, где проходила выставка скандинавского импрессионизма. Макдоналд увидел там способы передачи северного пейзажа, которые, как он считал, можно было применить в Канаде. В том же году вокруг него и Харриса в Торонто начали группироваться художники, которым также был интересен потенциал национальной канадской живописи. Весной того же года Макдоналд написал Александру Янгу Джексону с предложением приехать в Торонто. В мае Джексон приехал в Торонто.
В марте 1916 года Макдоналд выставил в Обществе художников Оттавы свою картину «Заброшенный сад» (The Tangled Garden). Картина была выдержана в пост-импрессионистском стиле, близком к ван Гогу, но канадская критика, непривычная к современной живописи, была шокирована яркими красками и встретила картину неприязненно.
Образовавшаяся вокруг Макдоналда в Торонто группа художников распалась во время Первой мировой войны, но вновь начала образовываться в 1917 году. В 1919 году группа, изначально состоявшая из семи художников, начала называться «Группа семи», а в 1920 году провела первую художественную выставку. Члены группы много выезжали на пленэр и ставили своей целью создание канадского национального пейзажа. «Группа семи» была первым объединением канадских художников, которые пытались выработать единый художественный стиль, основанный на канадских национальных ценностях. Группа завоевала столь большое влияние на художественной арене Канады, что её существование как замкнутой группы художников потеряло смысл, и «Группа семи» была формально распущена в 1931 году.
Как и другие члены «Группы семи», Макдоналд много путешествовал. Осенью 1918 года он отправился в Алгому в северо-восточном Онтарио по железной дороге в специальном вагоне, оборудованном под художественную мастерскую. Это путешествие он затем повторял несколько раз. Каждое лето, начиная с 1924 года, он путешествовал в Скалистые горы. Большинство его поздних работ составляют горные пейзажи. Примерно в это же время он начал отходить от «Группы семи», так как близкие к группе молодые художники стали предпочитать абстрактную живопись.
С 1928 года до своей смерти в 1932 году Макдоналд был директором Колледжа искусств Онтарио. В этот период он писал мало картин, и они пользовались меньшим успехом публики, чем его ранние работы.
Работы художника находятся в Национальной галерее Канады, галерее канадского искусства МакМайкл, художественной галерее Новой Шотландии, музее Гленбоу, музее Гурония и во многих частных коллекциях.

## Галерея

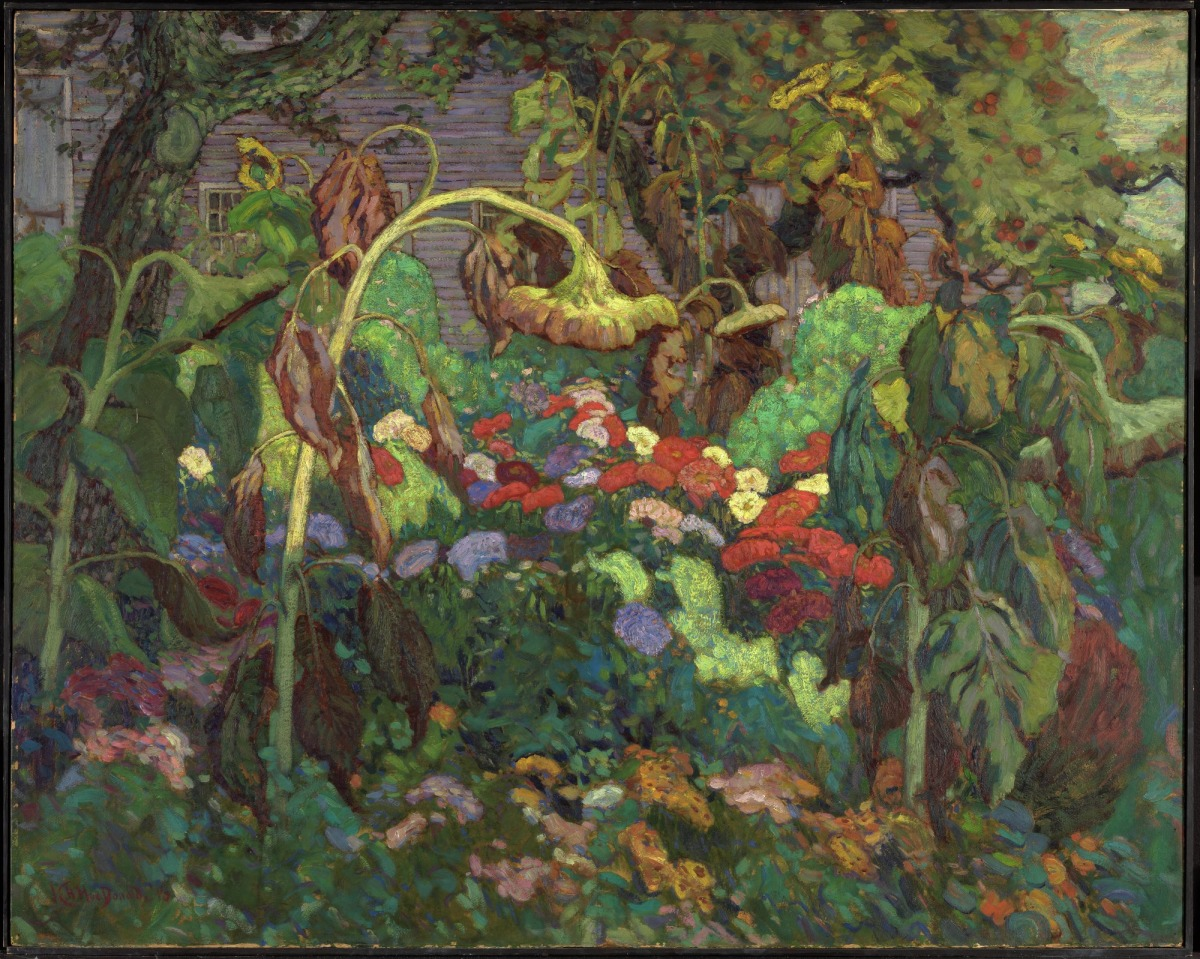
Заброшенный сад (1916)
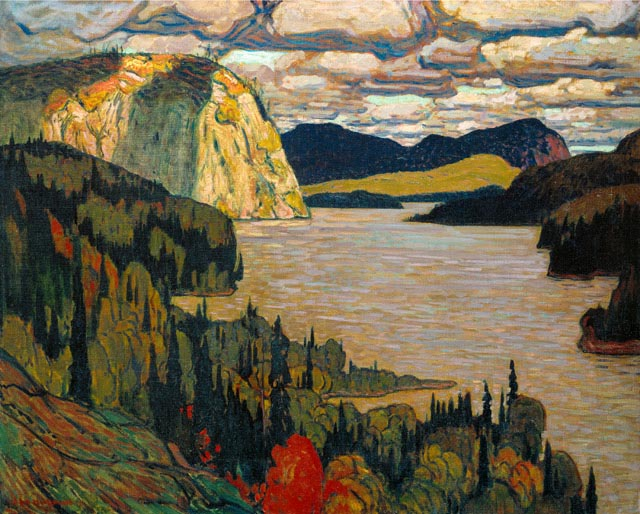
Торжественная земля (1921), Национальная галерея Канады, Оттава
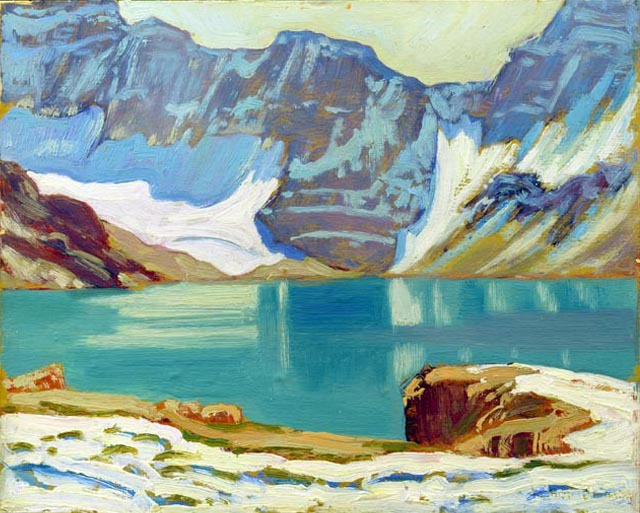
Озеро Макартур, парк Йохо (1924), Национальная галерея Канады, Оттава